# Georg Matthias König
Georg Matthias König (1616-1699) est un biographe allemand.

## Biographie
Né à Altdorf, il remplit à partir de 1647, dans sa ville natale une chaire d'histoire, de langue grecque et de poésie, puis y devient en 1655 bibliothécaire. 

## Publications
On a de lui : 
- Bibliotheca vetus et nova à prima mundi origine, Altdorf, 1678
- un dictionnaire latin-allemand, 1668.